# 首里中継局
首里中継局（しゅりちゅうけいきょく）は沖縄県那覇市首里寒川町に置かれていたテレビの中継局。

## 概要
- 豊見城市の親局から直線距離にして僅か数kmしか離れていないものの、地形的条件から首里や真和志地区の一部で親局からの電波を受信しにくい箇所が存在するため、1979年12月に中継局を設置した。1995年に開局した琉球朝日放送（QAB）は開局と同時に設置した。設置場所は那覇市首里寒川町2丁目で、近くにNHK沖縄放送局の職員寮（1942年の開局から、1945年沖縄戦で破壊されるまで同局の局舎があった）があったが、2006年に解体されマンションが建設された。
- 中継局自体も、タワー型から、2006年に近くのマンション屋上に移設された。
- 放送エリアは首里南部と真和志北東部（松川・繁多川）の各一部となっているが、ケーブルテレビの沖縄ケーブルネットワーク（OCN・1989年放送開始）が那覇市内一円をサービスエリアとしているため、OCN加入世帯の増加に伴い、当中継局を受信する世帯は次第に減少した。
- 地上デジタルテレビジョン放送は親局及び宜野湾テレビ中継局でカバーされることが判明したため首里中継局が置局されないことになり、2011年7月24日のアナログ放送終了を以って廃局となった。
- なお、本項では近くの古島に置かれていた首里山川テレビ中継局についても、併せて記述する。

## 地上アナログテレビジョン放送送信設備
| チャンネル | 放送局名           | 空中線 電力       | ERP               | 放送対象地域 | 放送区域 内世帯数 | 開局日         |
| ---------- | ------------------ | ----------------- | ----------------- | ------------ | ----------------- | -------------- |
| 53         | QAB 琉球朝日放送   | 映像3W /音声750mW | 映像11W /音声2.8W | 沖縄県       | 約3,600世帯       | 1995年 10月1日 |
| 55         | RBC 琉球放送       | 映像3W /音声750mW | 映像11W /音声2.8W | 沖縄県       | 約3,600世帯       | 1985年 6月5日  |
| 57         | OTV 沖縄テレビ放送 | 映像3W /音声750mW | 映像11W /音声2.8W | 沖縄県       | 約3,600世帯       | 1985年 6月4日  |
| 60         | NHK 沖縄総合       | 映像3W /音声750mW | 映像11W /音声2.8W | 沖縄県       | 約3,600世帯       | 1976年 4月27日 |
| 62         | NHK 沖縄教育       | 映像3W /音声750mW | 映像11W /音声2.8W | 全国         | 約3,600世帯       | 1976年 4月27日 |

- 2011年7月24日をもって、廃局となった。
- 地上デジタルテレビ放送は親局及び宜野湾テレビ中継局でカバーされることが判明したため置局されない。
- ケーブルテレビ局の沖縄ケーブルネットワーク（OCN）もサービスエリアになっているため、ケーブルテレビ受信世帯と当中継局受信世帯に分かれる（ケーブルテレビ受信世帯は当中継局を受信しない）。
- 那覇市中心部の都市難視聴解消の役割も期待されており、実際市内中心部でも微弱だが受信可能だった。

## 首里山川テレビ中継局

### 概要
- 1980年代前半に中継局設置（QABは開局しばらく後に設置）。設置場所は那覇市古島2丁目の那覇市立病院敷地内（看護婦宿舎屋上）。

### 地上アナログテレビジョン放送送信設備
| チャンネル | 放送局名           | 空中線 電力         | ERP                  | 放送対象地域 | 放送区域 内世帯数 | 開局日          |
| ---------- | ------------------ | ------------------- | -------------------- | ------------ | ----------------- | --------------- |
| 42         | QAB 琉球朝日放送   | 映像100mW /音声25mW | 映像780mW /音声195mW | 沖縄県       | 約350世帯         | 1998年 9月12日  |
| 45         | NHK 沖縄総合       | 映像100mW /音声25mW | 映像780mW /音声195mW | 沖縄県       | 約350世帯         | 1979年 12月25日 |
| 47         | OTV 沖縄テレビ放送 | 映像100mW /音声25mW | 映像780mW /音声195mW | 沖縄県       | 約350世帯         | 1979年 12月25日 |
| 49         | RBC 琉球放送       | 映像100mW /音声25mW | 映像780mW /音声195mW | 沖縄県       | 約350世帯         | 1979年 12月24日 |
| 51         | NHK 沖縄教育       | 映像100mW /音声25mW | 映像780mW /音声195mW | 全国         | 約350世帯         | 1979年 12月25日 |

- 2011年7月24日をもって、廃局となった。
- 地上デジタルテレビ放送は親局及び宜野湾テレビ中継局でカバーされることが判明したため置局されない。
- 首里中継局と同じくケーブルテレビの沖縄ケーブルネットワーク（OCN）もサービスエリアになっているため、ケーブルテレビ受信世帯はエリア内でも当中継局は受信しない。